# Kiss (Album)
Kiss ist das Debütalbum der US-amerikanischen Hard-Rock-Band Kiss. Es erschien 1974 beim Label Casablanca Records. Produziert wurde das Album von Kenny Kerner und Richie Wise, aufgenommen in den Bell Sound Studios in New York City. Das Album verkaufte sich in den USA über 500.000 mal und es wurde dort eine Goldene Schallplatte vergeben. In Deutschland wurde das Album im November 1976 veröffentlicht.

## Entstehung
Mit dem ersten Demo und einem völlig neuen Image mit Make-up gelang es dem Manager der Band, Bill Aucoin, einen Plattenvertrag bei Casablanca Records abzuschließen. Bereits zwei Wochen nach Vertragsunterzeichnung begannen die Studioaufnahmen in den Bell Sounds Studios in New York. Die Titelliste besteht im Wesentlichen aus den Stücken des Demos (ausgenommen Watchin’ You) und einigen neu geschriebenen Liedern, von denen insbesondere Firehouse noch heute zu den Klassikern der Band gehört.

## Titelliste
1. Strutter (Stanley/Simmons)
2. Nothin’ to Lose (Simmons)
3. Firehouse (Stanley)
4. Cold Gin (Frehley)
5. Let Me Know (Stanley)
6. Kissin’ Time (Mann/Lowe)
7. Deuce (Simmons)
8. Love Theme from Kiss (Stanley/Simmons/Criss/Frehley)
9. 100,000 Years (Stanley/Simmons)
10. Black Diamond (Stanley)

## Chartplatzierungen
In den USA war das Album auf Platz 87 der Billboard 200 und es wurde dort für mehr als 500.000 verkaufte Einheiten eine Goldene Schallplatte vergeben. Schätzungen zufolge soll sich das Album in Deutschland rund 100.000 mal verkauft haben. In Neuseeland war das Album eine Woche auf Platz 38.